# Minami Torishima
Minami Torishima (en japonès: 南鳥島 Minami-Tori-shima, "Illa dels ocells del sud"), també anomenada illa Marcus o illa Minami Tori, és un atoll de coral aïllat, localitzat al nord-oest de l'oceà Pacífic amb una àrea d'1,3 km². És el territori més oriental del Japó, a 1848 km al sud-est de Tòquio i a 1267 km a l'est de l'illa japonesa més propera, Minami Iōjima, a les Illes Ogasawara, i forma una línia entre Tòquio i l'illa Wake, que està a 1415 km a l'est-sud-est. L'illa més propera és la més oriental de les illes Maug, a les Illes Mariannes, que està a 1015 km a l'oest-sud-oest.
Minami Torisima va ser descoberta pel capità espanyol Andrés d'Arriola en 1694, en un viatge de tornada de Manila a Acapulco, però la seva localització no va ser registrada fins al segle xix. És esmentada de nou en 1864, i la posició fou enregistrada per una nau d'observació dels Estats Units en 1874. En 1879 Kiozaemon Saito va ser el primer japonès en veure-la. El Japó oficialment la va reclamar el 19 de juliol de 1898.
Durant la Segona Guerra Mundial 4000 soldats japonesos van estar-hi estacionats i va ser atacada per la Marina dels Estats Units el 1943, sense aconseguir-ne la rendició o ocupació.
En l'actualitat s'utilitza per a l'observació meteorològica i té una petita estació de ràdio.
Administrativament forma part de les illes Ogasawara al Japó, que són part del municipi de Tòquio.